# Paris Jackson
Paris-Michael Katherine Jackson (Beverly Hills, 3 de abril de 1998)  conhecida como Paris Jackson é uma personalidade da televisão, cantora, atriz e modelo norte-americana. Ela é a filha do cantor Michael Jackson e da enfermeira Debbie Rowe.
Irmã de Prince Michael Jackson e Prince Michael Jackson II (apelidado de Blanket), Paris desde muito nova conviveu com pessoas famosas, sendo afilhada da atriz Elizabeth Taylor, uma grande amiga de seu pai, assim como Diana Ross, que foi incluída por Michael Jackson.

## Biografia
Devido ao fato da exposição mundial vivida por seu pai, Paris e seus irmãos sempre foram extremamente protegidos. Debbie Rowe sugeriu Michael, que cobrisse o rosto de seus filhos com máscaras e véus quando era preciso, para saírem de casa, segundo eles, essa era uma ação que visava proteger os jovens.
Michael e Debbie tinham um acordo: as crianças viviam com Michael, e ela poderia fazer visitas a cada 45 dias, porém, em 2001, quando Paris tinha apenas três anos de idade, Debbie havia perdido o direito e em 2005 ficou decidido por ambos que Paris iria ficar apenas com Michael. Segundo as palavras de Debbie Rowe, os filhos são um presente que ela deu a Michael, que sempre quis ser pai. Paris Jackson e Prince Jackson. foram os primeiros filhos de Michael, o irmão caçula, Prince Michael Jackson II nasceu em 2002, fruto de uma relação de Michael com uma mulher que tem a identidade mantida em sigilo. O pai de Paris faleceu quando ela tinha 11 anos de idade.
No funeral de seu pai, no Staples Center, sem máscara, ao término de um evento transmitido ao vivo por diversas emissoras do mundo, até então, pouco conhecida do grande público, Paris ficou famosa após um discurso emocionante durante o funeral de seu pai.
| “ | Desde que eu nasci, o papai foi o melhor pai que vocês podem imaginar. Eu só queria dizer que eu te amo muito | ” |

Em 2013, Paris teve um desentendimento com as tias devido ao fato de sua avó e guardiã, Katherine, ter sido dada como desaparecida. Mais tarde, Katherine foi encontrada no Arizona, porém perdeu a guarda de Paris e seus irmãos temporariamente.
No dia 5 de junho de 2013, a imprensa divulgou a notícia de que Paris havia tentado cometer suicídio, ingerindo 20 comprimidos de ibuprofeno e cortando um dos pulsos na sua casa em Calabasas, na Califórnia. As hipóteses do que pode ter levado Paris ao extremo vão desde brigas com suas tias e sua avó e detentora legal de sua guarda, Katherine Jackson, até o fato de que no dia 25 de junho, Paris e seus irmãos completariam 4 anos sem o pai, morto no dia 25 de junho de 2009. Após o susto, Paris acabou sendo transferida para o UCLA Medical Center mesmo hospital onde seu pai faleceu. Fontes próximas da família contaram que o impedimento de assistir a um concerto de Marilyn Manson poderia ter estado na origem da tentativa de suicídio.
Apesar disso, segundo relatos dos paramédicos que atenderam Paris, enquanto era resgatada a garota dizia: "Eu quero viver. Eu quero. Eu só não quero viver aqui. Eu queria que meu pai estivesse aqui". Paris Jackson, mesmo internada após a tentativa de suicídio, depôs contra a AEG Live, a empresa responsável pela turnê This is It de Michael Jackson que está sendo acusada pela família Jackson de negligência.
Até a data do incidente, Paris estudava em um famoso colégio particular, Buckley School, onde disse ter sofrido bullying; Tudo foi negado pela escola, mas de qualquer forma, a jovem retornou ao Buckley School, já que Paris retomou os estudos em um colégio interno especializado no tratamento de adolescentes com problemas emocionais, onde não teve acesso às redes sociais, outro lugar onde Paris era constantemente agredida.
Paris Jackson foi agredida sexualmente aos 14 anos por um homem mais velho que ela descreve como um "completo estranho". Este trauma, juntamente com o bullying, levou-a a tentar o suicídio por três vezes. Foi após a última tentativa que ela foi enviada para uma escola terapêutica em Utah, onde passou seu segundo e terceiro ano do ensino médio, e que ela credita ao ajudá-la a superar a depressão.

## Carreira
Em janeiro de 2017, Paris Jackson apareceu na capa da Rolling Stone.
Em março de 2017, Jackson assinou um contrato de modelagem com a IMG Models . Também em março, Jackson fez sua estreia como atriz como uma atriz convidada na série Star da FOX.
Paris Jackson fez sua estréia no cinema no filme de comédia Gringo, em 2018.
Em 2019, Jackson fez uma participação na série de TV Scream.

## Discografia

### Álbuns e EP
- Wilted (2020)
- The Lost (2022)

## Filmografia

### Cinema
| Ano  | Título                 | Papel           |
| ---- | ---------------------- | --------------- |
| 2018 | Gringo                 | Nelly           |
| 2021 | The Space Between      | Cory            |
| 2021 | Habit                  | Jesus           |
| 2022 | Sex Appeal             | Danica McCollum |
| 2025 | One Spoon of Chocolate | Darla           |

### Televisão
| Ano  | Título                  | Papel        | Notas                         |
| ---- | ----------------------- | ------------ | ----------------------------- |
| 2017 | Star                    | Rachel Wells | 4 episódios                   |
| 2019 | Scream                  | Becky        | Episódio: "The Deadfast Club" |
| 2021 | American Horror Stories | Maya         | 3 episódios                   |
| 2023 | Swarm                   | Hailey       | Episódio: "Honey"             |
| 2025 | Doctor Odyssey          | Vanessa      | Episódio: "Spring Break"      |